# Sofia Domeij
Sofia Domeij, née le 22 octobre 1976 à Hudiksvall, est une biathlète et fondeuse suédoise retraitée depuis 2011.

## Biographie
Sofia Someij commence sa carrière sportive dans le ski de fond en 1996. Elle prend part ensuite à la Coupe du monde de temps en temps, se classant au mieux quinzième d'une épreuve de sprint à Borlänge.
Elle fait ses débuts en Coupe du monde de biathlon en novembre 2005 à Östersund. Elle marque ses premiers points quelques semaines plus tard à Ruhpolding grâce à une 26e place. Pour ses premiers championnats du monde en 2007, elle décroche une 22e place en sprint. 
En 2008, elle obtient son meilleur résultat individuel dans l'élite avec une dixième place au sprint de Pyeongchang. Finalement, elle monte sur le podium en janvier 2009 sur un relais disputé à Ruhpolding.
Aux Jeux olympiques d'hiver de 2010, il se classe quarantième du sprint et de la poursuite.
Elle annonce la fin de sa carrière sportive en septembre 2011, après plusieurs problèmes physiques.

## Palmarès en biathlon

### Jeux olympiques
| Épreuve / Édition | Vancouver 2010 |
| Individuel        | —              |
| Sprint            | 40e            |
| Poursuite         | 40e            |
| Mass start        | —              |
| Relais            | —              |

### Championnats du monde
| Édition \ Épreuve | Individuel | Sprint | Poursuite | Mass start | Relais | Relais mixte |
| 2007 Antholz      | DNS        | 22e    | 33e       | —          | —      | —            |
| 2008 Östersund    | 34e        | 60e    | 35e       | —          | 8e     | —            |
| 2009 Pyeongchang  | 60e        | —      | —         | —          | 5e     | —            |

### Coupe du monde
- Meilleur classement général : 49e en 2008.
- Meilleur résultat individuel : 10e place.
- 1 podium en relais : 1 deuxième place.

#### Classements en Coupe du monde
| Saison    | Classement général final | Individuel | Sprint | Poursuite | Mass start |
| 2005-2006 | 80e                      | nc         | 70e    | nc        |            |
| 2006-2007 | 66e                      | nc         | 55e    | nc        |            |
| 2007-2008 | 49e                      | nc         | 43e    | 46e       |            |
| 2008-2009 | 55e                      | 66e        | 38e    | 65e       |            |
| 2009-2010 | 60e                      | nc         | 46e    | 61e       |            |
| 2010-2011 | nc                       |            | nc     |           |            |

## Palmarès en ski de fond

### Coupe du monde
- Meilleur classement général : 67e en 2003.
- Meilleur résultat individuel : 15e.

#### Classements en Coupe du monde
| Saison / Épreuve | Saison / Épreuve | Général | Général | Distance | Distance | Sprint | Sprint |
| ---------------- | ---------------- | ------- | ------- | -------- | -------- | ------ | ------ |
| Saison / Épreuve | Saison / Épreuve | Class.  | Points  | Class.   | Points   | Class. | Points |
| 2003             | 2003             | 67e     | 23      | -        | -        | 53e    | 16     |
| 2004             | 2004             | 73e     | 22      | 57e      | 17       | 57e    | 5      |